# Santa María, Huejutla de Reyes
Santa María är en ort i Mexiko.   Den ligger i kommunen Huejutla de Reyes och delstaten Hidalgo, i den sydöstra delen av landet, 200 km norr om huvudstaden Mexico City. Santa María ligger 456 meter över havet och antalet invånare är 134.
Terrängen runt Santa María är huvudsakligen kuperad, men åt nordväst är den platt. Runt Santa María är det ganska tätbefolkat, med 248 invånare per kvadratkilometer. Närmaste större samhälle är Huejutla de Reyes, 12,2 km öster om Santa María. I omgivningarna runt Santa María växer i huvudsak städsegrön lövskog.